# Hrušovany u Brna
Pour les articles homonymes, voir Hrušovany.
Hrušovany u Brna (en allemand : Rohrbach) est une commune du district de Brno-Campagne, dans la région de Moravie-du-Sud, en République tchèque. Sa population s'élevait à 3 553 habitants en 2020.

## Géographie
Hrušovany u Brna se trouve à 6 km au sud de Rajhrad, à 18 km au sud de Brno et à 194 km au sud-est de Prague.
La commune est limitée par Ledce à l'ouest et au nord-ouest, par Vojkovice au nord-est, par Židlochovice à l'est, par Nosislav, Unkovice et Pohořelice au sud, et par Medlov au sud-ouest.

## Histoire
La première mention écrite de la localité date de 1252.